# Péter Baczakó
Péter Baczakó (Ercsi, 27 de setembro de 1951 – Budapeste, 1 de abril de 2008) foi um halterofilista húngaro.
Em 1976, Péter Baczakó ganhou medalha de bronze nos Jogos Olímpicos de Montreal na categoria até 82,5 kg. Quatro anos depois ele ganhou medalha de ouro nos Jogos Olímpicos de Moscou, na categoria até 90 kg. Em campeonatos mundiais, afora suas medalhas nos Jogos de 1976 e de 1980, que contaram como campeonatos mundiais de halterofilismo também, Péter Baczakó ficou por duas vezes em segundo (1977, 1978), na categoria até 82,5 kg.